# Stanisław Pałetko
Stanisław Pałetko (ur. 11 czerwca 1906 w Marszowicach, powiat miechowski, data śmierci nieznana) – oficer Wojska Polskiego, żołnierz Armii Krajowej i Batalionów Chłopskich, komendant obwodu Miechów BCh.

## Życiorys
Urodził się w rodzinie chłopskiej. Ukończył Gimnazjum V im. Jana Kochanowskiego w Krakowie (matura 1928 r.). Odbył przeszkolenie wojskowe w Szkole Podchorążych Rezerwy Piechoty w Zaleszczykach, w 1933 r. awansował do stopnia podporucznika.
Zaangażował się w działalność Związku Młodej Wsi „Siew”, był członkiem zarządu powiatowego „Siewu”.
W konspiracji od jesieni 1939 r., wstąpił do Związku Walki Zbrojnej. Został komendantem Wojskowej Służby Ochrony Powstania na Obwód Miechów AK. Od 1943 r. szef łączności placówki AK „Lilia” w Luborzycy, od połowy 1944 r. także szef łączności w batalionie BCh dowodzonym przez Franciszka Kozerę. W kwietniu 1944 r. przeszedł do Batalionów Chłopskich. Wobec ciężkiej choroby Stanisława Szymachy, który od maja 1944 r. nie opuszczał domu, latem 1944 r. został komendantem obwodu Miechów Batalionów Chłopskich.
Po wojnie zajął się rolnictwem. Był członkiem Gminnej Rady Narodowej i Powiatowej Rady Narodowej oraz prezesem Gminnej Spółdzielni „Samopomoc Chłopska” w Kocmyrzowie.